# Nasho Kamungeremu
Nasho G. Kamungeremu (Zimbabwe, 1973 – Harare, 3 augustus 2007) was een Zimbabwaans golfprofessional die actief was op de Sunshine Tour.

## Biografie
In 1993 maakte Kamungeremu als een golfamateur zijn debuut op de Southern Africa Tour (nu gekend als de Sunshine Tour) en in 1994 werd hij een golfprofessional. In 1997 behaalde hij zijn eerste profzege op de Southern Africa Tour door het FNB Botswana Open te winnen. Zijn laatste golfseizoen op de Sunshine Tour was in 2004.
In 2005 werd Kamungeremu verkozen tot voorzitter van de "Zimbabwe Professional Golfers Association" en in 2007 werd zijn mandaat als voorzitter verlengd. Op 3 augustus 2007 overleed hij op 34-jarige leeftijd aan de gevolgen van een hartaanval.

## Prestaties

### Amateur
- 1988: Zimbabwe Junior Strokeplay

### Professional
Sunshine Tour
| Nr. | Datum            | Toernooi          | Score        | Score | Info  |
| --- | ---------------- | ----------------- | ------------ | ----- | ----- |
| 1   | 30 augustus 1997 | FNB Botswana Open | 72+65+68=205 | –8    | [ 1 ] |

## Teams
- Eisenhower Trophy (Zimbabwe): 1992, 1994